# Fort Wayne Fever
Il Fort Wayne Fever è un club calcistico statunitense fondato nel 2003 che milita nella Premier Development League (PDL).
Gioca le gare interne di campionato all'Hefner Stadium di Fort Wayne (Indiana).

## Cronsitoria
| Anno | Divisione | League  | Regular Season | Playoff                  | Open Cup        |
| ---- | --------- | ------- | -------------- | ------------------------ | --------------- |
| 2003 | 4         | USL PDL | 3° Great Lakes | Non qualificato          | Non qualificato |
| 2004 | 4         | USL PDL | 2° Great Lakes | Semifinale di Conference | Non qualificato |
| 2005 | 4         | USL PDL | 4° Great Lakes | Non qualificato          | Non qualificato |
| 2006 | 4         | USL PDL | 6° Great Lakes | Non qualificato          | Non qualificato |
| 2007 | 4         | USL PDL | 7° Great Lakes | Non qualificato          | Non qualificato |

## Fort Wayne Fever Academy
La Fever Academy è la struttura del club che si occupa della crescita dei giovani talenti. Non c'è dubbio che il Fever abbia alcune delle migliori formazioni giovanili dell'Indiana.

## Organico

### Rosa 2008
| N. |                        | Ruolo | Calciatore         |
| -- | ---------------------- | ----- | ------------------ |
| 0  | Stati Uniti (bandiera) | P     | Jonathan Bilinski  |
| 1  | Stati Uniti (bandiera) | P     | Michael Munroe     |
| 2  | Kenya (bandiera)       | D     | Misiko Bonivenger  |
| 3  | Stati Uniti (bandiera) | D     | Aaron Tulloch      |
| 4  | Stati Uniti (bandiera) | D     | Jamal Robinson     |
| 5  | Stati Uniti (bandiera) | C     | Nick Wilson        |
| 6  | Stati Uniti (bandiera) | A     | Jesse Sharp        |
| 7  | Stati Uniti (bandiera) | C     | Jacob Capito       |
| 8  | Stati Uniti (bandiera) | D     | Josh Sommers       |
| 9  | Stati Uniti (bandiera) | C     | Adrian l'Esperance |
| 10 | Stati Uniti (bandiera) | C     | Gary Boughton      |
| 11 | Stati Uniti (bandiera) | D     | Robert Lynch       |
| 12 | Stati Uniti (bandiera) | D     | Tom Mangotic       |
| 13 | Stati Uniti (bandiera) | C     | Joshua Meier       |
| 15 | Stati Uniti (bandiera) | D     | Michael Walbridge  |

| N. |                        | Ruolo | Calciatore        |
| -- | ---------------------- | ----- | ----------------- |
| 16 | Stati Uniti (bandiera) | C     | Tyler McCarroll   |
| 17 | Stati Uniti (bandiera) | C     | Rich Balchan      |
| 18 | Stati Uniti (bandiera) | D     | Mark Weigand      |
| 19 | Kenya (bandiera)       | C     | Byram Muteshi     |
| 20 | Stati Uniti (bandiera) | D     | Trevor Peaslee    |
| 21 | Stati Uniti (bandiera) | A     | Philip Wilson     |
| 22 | Stati Uniti (bandiera) | A     | Harrison Heller   |
|    | Stati Uniti (bandiera) | C     | Kegan Harkenrider |
|    | Stati Uniti (bandiera) | D     | Chase Jones       |
|    | Stati Uniti (bandiera) | D     | Cameron Jordan    |
|    | Kenya (bandiera)       | A     | Erick Oduor       |
|    | Stati Uniti (bandiera) | P     | Rudy Ramirez      |
|    | Stati Uniti (bandiera) | D     | Josh Scott        |
|    | Kenya (bandiera)       | A     | Frederick Were    |